# ألياف صادرة حشوية خاصة
ألياف صادرة حشوية خاصة (بالإنجليزية: Special visceral efferent fibers)‏ (تُعرف اختصارًا SVE) هي أليافٌ عصبية صادرة تُعصب حركيًا عضلات الأقواس البلعومية في البشر، والأقواس الخيشومية في السمك. الأعصاب القحفية الوحيدة التي تحتوي على أليافٍ صادرة حشوية خاصة هي: العصب ثلاثي التوائم، والعصب الوجهي، والعصب البلعومي اللساني، والعصب المبهم، والعصب الإضافي.
تُفضل بعض المراجع استعمال مُصطلح «خيشومية حركية» (branchiomotor)، أو «صادرة خيشومية» (branchial efferent).